# CVJM Siegen
Der CVJM-Kreisverband Siegerland e.V. ist ein deutscher christlicher Jugend- und Sportverein mit Sitz in der nordrhein-westfälischen Gemeinde Wilnsdorf im Kreis Siegen-Wittgenstein. Er ist Mitglied des CVJM-Gesamtverband in Deutschland. Überregional bekannt ist der Verein durch seine Leichtathleten und die Volleyball Männermannschaft, welche in den späten 1970er und frühen 1980er Jahren in der 2. Bundesliga und kurzzeitig sogar in der Bundesliga spielte.

## Sport-Abteilungen
Die Leistungssportabteilungen treten unter dem Namen CVJM Siegen SG auf und haben ihren Stützpunkt auch in der Stadt Siegen.

### Leichtathletik
Seit Mitte der 1970er Jahre starten für den Verein Leichtathleten bei den deutschen Meisterschaften. Erster Vertreter war hierbei Heinz Langenbach, welcher bei den Meisterschaften 1975 die Silbermedaille im 800-Meter-Lauf gewann. Ebenfalls Edelmetall gewann Jan Schneider bei den Meisterschaften über die 110 Meter Hürden mit der Bronzemedaille bei den Meisterschaften 1999. Bislang letztmals startete bei den Meisterschaften 2003 ein Athlet für den Verein, der es in die Finalausscheidungen schaffte.

### Volleyball
Die erste Volleyball-Mannschaft der Männer spielte spätestens ab der Saison 1977/78 in der 2. Bundesliga Nord. Mit dem zweiten Platz am Saisonende gelingt nach dieser Spielzeit dann auch der Aufstieg in die erste Bundesliga. Am Ende der Folgesaison war hier aber direkt wieder Schluss da die Mannschaft mit 4:42 Punkten nach der Hauptrunde auf dem letzten Platz landete und diesen auch in der Abstiegsrunde nicht mehr verlassen konnte. Zurück in der zweiten Liga erging es dem Team hier auch nicht viel besser und mit 14:22 Punkten sicherte man sich mit dem achten Platz nach der Spielzeit 1979/80 nur knapp den Klassenerhalt. In den nächsten paar Jahren kam man aus diesem Bereich auch nicht mehr weg und stieg schließlich nach der Saison 1981/82 mit 2:34 Punkten über den zehnten und letzten Platz in die Regionalliga ab.
In der Saison 2021/22 spielt die erste Männer-Mannschaft in der Verbandsliga. Eine erste Frauen-Mannschaft spielt in der Landesliga.